# Пассаж-дю-Гуа
Пассаж-дю-Гуа (фр. Le Passage du Gois) — асфальтированная отливная дорога, проходящая по дну залива Бурнёф на побережье Франции. До постройки моста в 1971 году являлась безальтернативным маршрутом, связывавшим остров Нуармутье в департаменте Вандея с материком. В 2017 году признана объектом национального достояния. 
Большую часть суток дорога затоплена водой на глубину от 1,5 до 4 метров. Проехать по ней можно дважды в день, во время отливов. В хорошую погоду безопасный интервал движения — полтора часа до максимальной точки отлива и полтора часа после, в плохую этот срок может значительно уменьшиться.

## Происхождение и топонимика
Начало геологической истории Пассажа дю Гуа приурочивается к раннему плейстоцену, когда в результате разлома плато возник залив Бурньёф. В нём встречаются два противоположных океанических течения, обходящих остров Нуармутье с севера и юга соответственно. Их столкновения привели к появлению наносных песчаных отмелей на скалистом основании и, соответственно, повышению уровня дна залива в этом месте. Так, за последние пять тысяч лет разница между ископаемой отмелью Бос (фр. la Bosse) и нынешним уровнем дороги достигла 2 метров. Современные исследователи характеризуют Пассаж дю Гуа как псевдо-томболо, фактически — одно из явлений движущегося вантея.
Жюль Вельш, геолог и стратиграф, относит начало процесса образования прохода к раннему неолиту, поскольку этому периоду принадлежат старейшие иловые отложения на побережье. Отмечается, что продолжающийся процесс наслоения приведёт, в конечном счёте, к образованию участка суши на месте Пассажа дю Гуа.
Само название дороги (Gois, на пуатевинском наречии — Goye) восходит к 1577 году. Оно представляет собой изменённое слово gué (с фр. — «брод»). По другой версии, название произошло от фр. goiser — «намочить ноги». Моряки же называли этот проход le Pé — от лат. podium, «высота, возвышенность» — поскольку он и представлял собой отмель, «высокое место» залива.

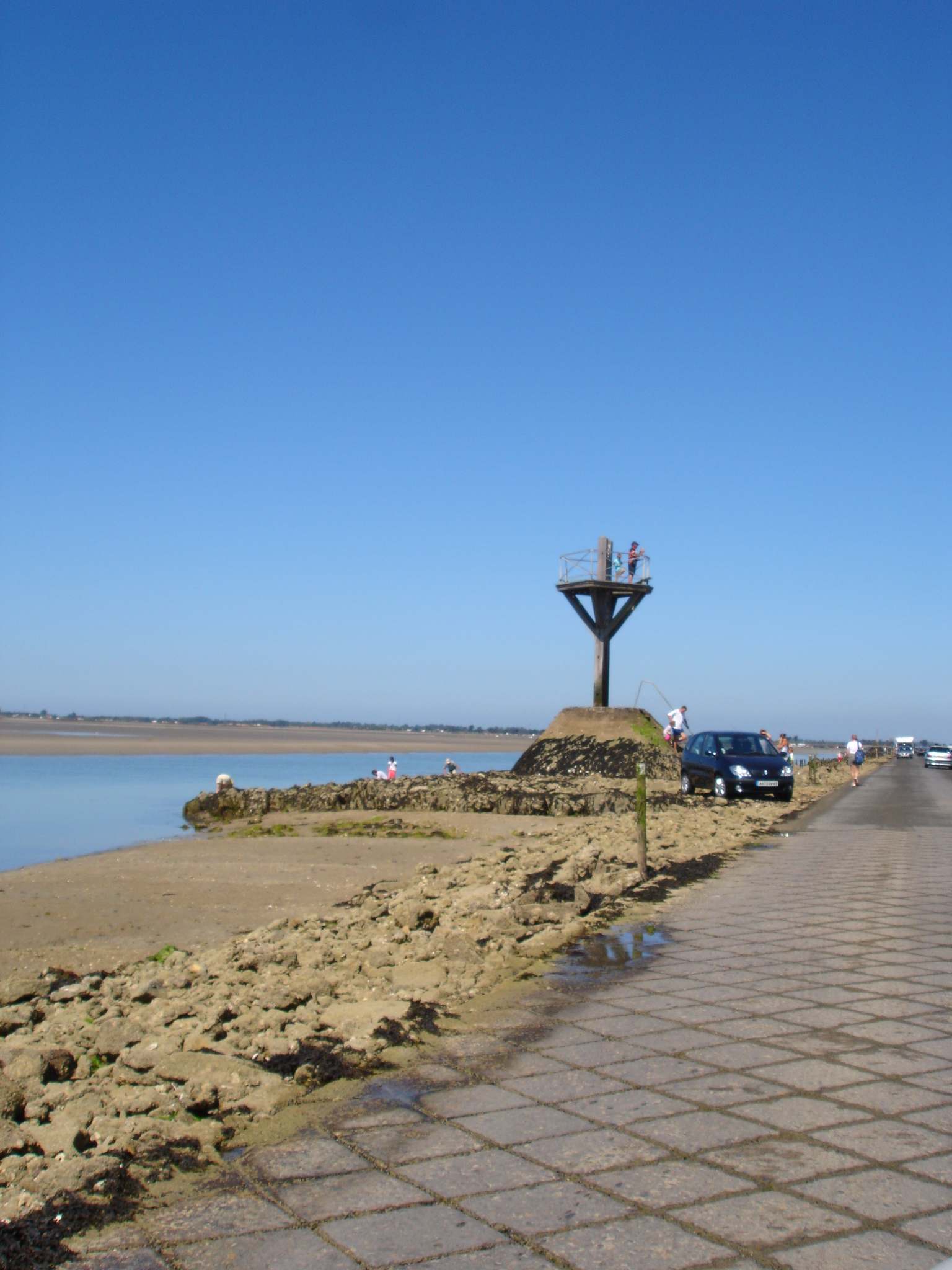
Спасательная вышка Пассажа дю Гуа

## История
Самое раннее документированное упоминание прохода датируется началом IX века. Побережье Франции в то время страдало от опустошительных набегов норманнов, эта участь не миновала и остров Нуармутье (тогда был известен как д’Эр), имевший стратегическое значение. Расположенный на нём монастырь Сен-Филибер неоднократно грабили, и в 830 году, после очередного набега, аббат Хильбод начал строительство оборонительного замка.
Несмотря на это, в 835 году остров снова был взят норманнами, вставшими там гарнизоном. Аббат попросил о помощи графа Рено д’Эрбо, и тот привёл войска, но потерпел поражение и бежал. Тогда, согласно «Хроникам Сен-Бриё» авторства монаха Эрментэра, летописца Сен-Филибера, в 836 году Хильбод обратился за защитой к Пипину I Аквитанскому. Король с приближёнными, изучив ситуацию, нашли, что на остров не всегда возможно привести помощь даже во время отлива, и рекомендовали перенести аббатство в другое место.
Далее Эрментэр пишет, что в 843 году с острова Нуармутье во время отлива по песчаным отмелям на месте нынешнего Пассажа дю Гуа сумели бежать пленённые норманнами жители Нанта. Франсуа и Жюль Пие в своей работе со ссылкой на этот эпизод делают вывод, что море обнажало залив, по крайней мере, в IX веке. Однако в конце XIX столетия это событие — и, следовательно, тысячелетнее существование прохода — считалось спорным и недоказанным.
Несколько позднее критике вторил Вельш, относя начало образования Пассажа дю Гуа к XVII веку и указывая, что он отсутствует на топографических картах Клервилля 1666—1670 годов. Однако в воспоминаниях голландского адмирала Корнелиса Тромпа о войне с Францией, опубликованных в Гааге в 1674 году, упоминается, что Нуармутье был доступен посуху во время отлива. Также известно, что как минимум в середине XVI века местные жители пасли лошадей на соляных лугах Ла Кроньер.
Сомнения высказывал и Фернан Вергер уже в XX веке, полагая, что изложенная в «Хрониках» история носит характер легенды и изобилует неточностями. Он указывал, что достоверно о проходе можно говорить только с 1689 года, когда маркиз де Вобан, выдающийся военный инженер «короля-солнца», изучал возможности защиты побережья.
В 1702 году возможность прохода посуху ещё оставалась предметом споров. Губернатор провинции Пуату, маркиз де Шамийи, отправил троих мужчин — один, для заметности, нёс флаг — из Барбатра в Бовуар с целью проверки. Все трое успешно преодолели залив, запачкавшись грязью лишь до колен, получили в награду по пистолю и вернулись на остров.
Тем же годом датирована первая известная карта топографа Клода Массе, на которой был отмечен проход — в то время он был существенно длиннее.
Важнейшую роль в активизации использования прохода сыграл Корнил Якобсен, выходец из Нидерландов. Воспользовавшись национальным опытом по организации польдеров и водоотведения, он организовал осушение территории Ла Кроньер (также был известен как Ле Пе) в 1766—1767 годах. Это высвободило порядка 250 гектаров плодородной земли и, помимо прочего, сократило затопляемую часть пути на несколько сотен метров. В процессе возведения дамб и обустройства польдеров задействованные в работах местные жители (более 1100 человек) начали осваивать маршрут через залив; за ними потянулись другие. В итоге паромная переправа через пролив Фроментин, исторически связывавшая остров с материком, потеряла актуальность и была ликвидирована. Франсуа Пие (1774—1839), исследователь Нуармутье, отмечал, что некоторые жители пользовались проходом во время отлива и до работ Якобсена, но это, по-видимому, считалось небезопасным.
Устная же традиция гласит, что впервые Пассаж дю Гуа рискнул пересечь в 1766 году Пьер Говри из Барбатра, трактирщик и сапожник (по другой версии, портной). В действительности это событие отложилось в народной памяти лишь потому, что он был хромым и горбатым.

Изменения береговой линии и маршрута Пассажа дю Гуа.
Зелёный цвет — 1702 год, жёлтый — 1821, розовый — 1866.

Тогда при отливе низменность осушалась не полностью — оставались небольшие протоки, ручьи, отмечавшие основные судоходные маршруты. Вплоть до XIX века, когда местные власти всерьёз занялись обустройством дороги, наиболее опасным местом был главный фарватер, перерезавший Пассаж дю Гуа и носивший название «галечной нити», «зелёной нити» или «канала Кази». В наше время в результате геоморфологических процессов этот канал уменьшается и теряет своё значение в пользу другого канала под названием Шэн-а-Каре.
В районе Пассажа дю Гуа неоднократно велись бои. В частности, здесь разворачивалось действие нескольких эпизодов мятежа в Вандее. 19 марта 1793 года повстанцы под командованием Жозефа де ла Фортиньер  прошли по Пассажу дю Гуа и без сопротивления заняли остров Нуармутье. Но местные жители не оказали им поддержки и уже 29 апреля остров вернулся под контроль сил республиканцев.
30 сентября 1793 года сторонник роялистов генерал Шаретт попытался взять Нуармутье, но был вынужден отступить под огнём пушки, потеряв несколько человек убитыми. Тем не менее уже 11 октября его войска в сопровождении опытных проводников прошли через Пассаж дю Гуа, захватили остров и сделали своей базой.
3 января 1794 года произошла финальная битва при Нуармутье: остров штурмовали уже войска Республики. В то время как Жорди переправился по каналу Кази, колонны генерала Аксо и генерал-адъютанта Обертина прошли через Пассаж дю Гуа. Окружённый гарнизон сдался под условие сохранения жизни, но, несмотря на это, подавляющее большинство пленных было расстреляно в последующие дни.
Наиболее примечательный (и последний боевой) эпизод случился во время Войны второй коалиции: 28 июня 1800 года английский флот появился в проливе Фроментина с целью помешать снабжению Бордо. Конвой с зерном стоял на якоре под защитой брига и батарей, располагавшихся в местечках Барре-де-Мон и Фос (фр. La Fosse). 1 июля около двадцати вооружённых баркасов во время прилива атаковали французский бриг и начали поджигать остальные корабли. Но бой затянулся до отлива, и оставшийся флот англичан сел на мель в пределах досягаемости береговых батарей. Гарнизон острова, состоявший по большей частью из местных жителей, стал свидетелем гибели конвоя и решил отомстить. Они взяли первое попавшееся оружие — старые винтовки, косы, вилы и просто палки — и пошли к обнажившемуся проходу. Нуармутьенцами командовал капитан Солен Латур (фр. Solin Latour), жителей Ла-Кроснир организовали Мурен-Бионниер (фр. Mourain-Bijonnière) и Руссо (фр. Rousseau). Оказавшись меж двух огней, англичане были вынуждены сдаться. В общей сложности в плен попало более двухсот человек, в том числе четыре офицера, также французы захватили одиннадцать баркасов. Первый консул Франции, не ожидавший поддержки от ещё недавно мятежной Вандеи, вызвал наиболее отличившихся (по одним источникам, их было двенадцать человек, причём шестерых отобрали среди жителей Нуармутье, по другим — шестнадцать) в Париж для награждения. Все они получили по шестьсот франков и почётное оружие. Пие и более поздние авторы отмечали, что сражение при Гуа имело совершенно неожиданные последствия, которые победители не могли и представить. Это трагикомическое пленение вынудило Англию пойти на серьёзные уступки для возвращения своих военных: вывести флот из залива и более не появляться на французском побережье.
Подъём дна залива, отмеченный ещё Массе в начале XVIII века, продолжается по сей день. Согласно оценкам Мурена де Сурдеваля, за период с 1771 по 1864 год уровень воды во время прилива сократился на метр, Буржуа в 1908 году констатировал очередное повышение уровня дна.
Первые 18 деревянных вех вдоль маршрута были установлены в 1786 году. Высота и конструкция их была таковой, чтобы люди могли спастись там от прилива. Но в 1788 году выдалась особенно суровая зима, залив Бурньёф замёрз, и в весенний ледоход вехи сломало и унесло. Несколько позднее, 2 мая 1792 года, прошли торги за право заключения контракта на установку новых световых маяков со спасательными клетками; начальная цена составила 1200 франков.
Полноценная дорога появилась только в XIX веке. Инженер Плантье в 1800-х своими публикациями привлёк внимание властей Вандеи к небезопасному проходу. Была создана инфраструктура по обоим концам дороги, проведены многочисленные работы: установлены новые, более прочные вехи взамен разрушенных, дорогу разметили и выложили камнем, изменили её траекторию. В 1832 году Пассаж дю Гуа вносят в список дорог департамента. В 1855 году его длина в результате очередного осушения сократилась ещё на несколько десятков метров. Наконец, в 1872 году проход впервые замостили по технологии «макадам». А в 1885 году, стремясь дополнительно стабилизировать дорогу и избежать размытия полотна, по бокам выстроили небольшие дамбы. В целом, проход подсыпали на всём протяжении XIX века, в 1880-х это произошло в очередной раз; тогда уровень дороги поднялся на 10-15 сантиметров, сократив тем самым допустимую осадку судов до 3 метров 20 сантиметров — и то в период максимального прилива.
Остатки прежнего маршрута — вехи, отмечающие путь — в наши дни находятся уже на суше, но ещё в 1860-х подсыпанная и укреплённая дорога шла не напрямую через залив, а с поворотами, проходя через наиболее надёжные участки дна залива и достигая длины около пяти километров. Выходить за её пределы без проводника, сокращая путь, было чрезвычайно опасно и сопряжено с риском увязнуть.

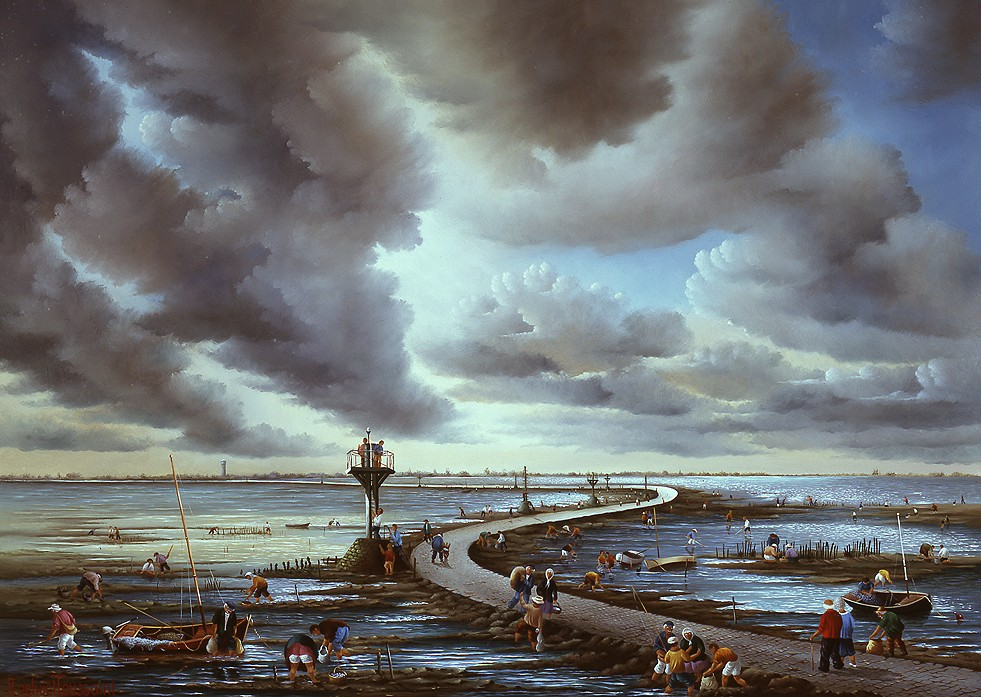
Пассаж дю Гуа на картине Туссен, Рафаэль

К 1863 году вдоль Пассажа дю Гуа было расположено девять маяков. Ближайшие к берегу представляли собой простые деревянные сигнализаторы опасности, остальные, более громоздкие, давали возможность спастись от прилива. Французский путеводитель конца XIX века сообщал уже о восьми маяках; пять из них были простыми и предназначались только для предупреждения моряков о мелководье. Оставшиеся три располагались на расстоянии километра друг от друга, имели несколько более сложную конструкцию из двух балок, образующих лестницу, и увенчивались своеобразной «клеткой». Они предназначались для спасения неосторожных путников. Наконец, в 1930 году инженером Луи Брайеном (фр. Louis Brien) вдоль дороги было построено девять новых вышек, существующих и в настоящее время. Шесть из них также являются спасательными, располагаются через каждые пятьсот метров и представляют собой деревянную конструкцию с перекладинами и металлическими перилами на каменном основании. За свою характерную форму они были прозваны «мачтами для попугаев».
В 1924 году дорога впервые была полностью размечена (вехи расставили через каждые 100 метров) и замощена на всём своём протяжении. К началу 1930-х её состояние сильно ухудшилось, и в 1935—1939 годах под руководством Брайена проход расширили и замостили повторно, но уже брусчаткой, шириной 40 см и толщиной 12 см. Швы между плитками заполнялись смолой. В 1990-х дорога была уже частично заасфальтирована, но фрагменты прежней брусчатки можно увидеть и сейчас.
Ряд исследований отмечает, что в связи с конфигурацией канала Шэн-а-Каре, частично вынужденного повторять маршрут дороги, сильно ускорилась эрозия краёв, что угрожает её устойчивости. В начале 2000-х для борьбы с эрозией были построены специальные дамбы — полузапруды, но их эффективность, по-видимому, невысока.
11 июля 1942 года Пассажу дю Гуа вместе со всей инфраструктурой присвоили статус национального исторического памятника Франции. С 7 июля 1971 года значение дороги сильно уменьшилось в связи с открытием моста Нуармутье, обеспечившим регулярную связь с одноимённым островом. 2 ноября 2017 года постановлением Госсовета Франции территория, включающая в себя сам Пассаж дю Гуа, Ла Кроньер и польдер Себастополь, была признана объектом национального наследия и интереса.

## Вокруг Пассажа дю Гуа

### Инциденты
Проход опасен из-за двух встречных течений, направленных к проливу Фроментина и прозванных за свою стремительность «течениями молний», этим же обусловлено и быстрое затопление дороги во время прилива. Обычно подъёма уровня залива до 30 сантиметров уже достаточно, чтобы продвижение стало невозможным, но в хорошую погоду и с опытной лошадью можно было пройти при метровом слое воды.
Инженер по фамилии Доротт  в 1783 году писал, что трагедии случаются достаточно часто, в основном, из-за отсутствия указателей (первые вехи установили спустя несколько лет). Однако проводники Пассажа дю Гуа склонны были преувеличивать опасность, поскольку от этого зависел их заработок.
В один из августовских вечеров 1822 года цирковая труппа, направлявшаяся на ярмарку Сен-Филибер на острове Нуармутье, была застигнута врасплох приливом. Часть их имущества унесло водой, но сами акробаты сумели укрыться на маяках. Барабанами, дудками, охотничьими рожками и прочими уцелевшими инструментами они подняли большой шум и вспугнули чаек. Переполох заметили капитаны трёх кораблей, вставших на якорь во Фроментине, разглядели его причину в подзорную трубу и выслали за потерпевшими лодку. 
До постройки моста этот проход был единственным вариантом пройти посуху как с острова на материк, так и в обратном направлении. Основными причинами несчастных случаев, происходивших почти каждый год, являлись неосторожность, в том числе пренебрежение временными рамками отлива, и пьянство. Также при определённых условиях, особенно в зимний период, скорость прилива может оказаться выше ожидаемой, и опоздавшие рискуют не успеть пересечь залив. Другая опасность заключается в попытках успеть пройти как можно дальше, вместо того чтобы немедленно искать спасения на маяке. Для пеших рыболовов ещё одна опасность — это туман, способный сбить с нужного направления. Порой водители, несмотря на приближающийся прилив, пренебрегали опасностью и выезжали на дорогу, что приводило к трагедиям. В частности, в 1936 году утонул кавалер ордена Почётного легиона, нотариус города Ле-Сабль-д’Олон Клеман Шарбонье (фр. Clément Charbonnier) вместе со своей служанкой, в 2009 году — 43-летняя жительница Машкуля, а в 2020 году 66-летнего водителя унесло приливом. Его пассажиры сумели укрыться на спасательной вышке.

### Мероприятия
Через Пассаж дю Гуа неоднократно проходил маршрут известной велогонки Тур де Франс. Впервые это случилось в 1993 году (Тур де Франс 1993), когда проход был выбран частью второго этапа; по требованию организаторов тогда были отремонтированы наиболее дефектные участки дорожного покрытия, всего около четверти длины. Спустя шесть лет, в 86-м выпуске (1999), дорога послужила частью второго, спринтерского, этапа гонки. Из-за трудных условий (скользкое покрытие, боковой ветер) на ней тогда упало много велогонщиков, включая фаворита Алекса Цулле. Ещё через шесть лет Пассаж дю Гуа принимал начало Тур де Франс 2005. В 2011 году (98-й выпуск) дорога вновь послужила началом 1-го этапа. 105-й выпуск Тур де Франс 2018 года должен был в третий раз стартовать от острова Нуармутье по этому проходу, но в итоге маршрут изменили.
Также по этой трассе проходит международный профессиональный забег «Фуле дю Гуа», который проводится ежегодно, начиная с 1987 года.

### В культуре
Пассаж дю Гуа неоднократно находил своё отражение в литературных произведениях. В частности, вокруг дороги выстроена линия повествования романа «Заклятие» 1961 года творческого тандема Буало-Нарсежак и снятого по его мотивам фильма. Также влияние Пассажа прослеживается в сюжетной канве фильма «Создания» 1966 года, романе «Бумеранг» 2009 года и его киноадаптации.

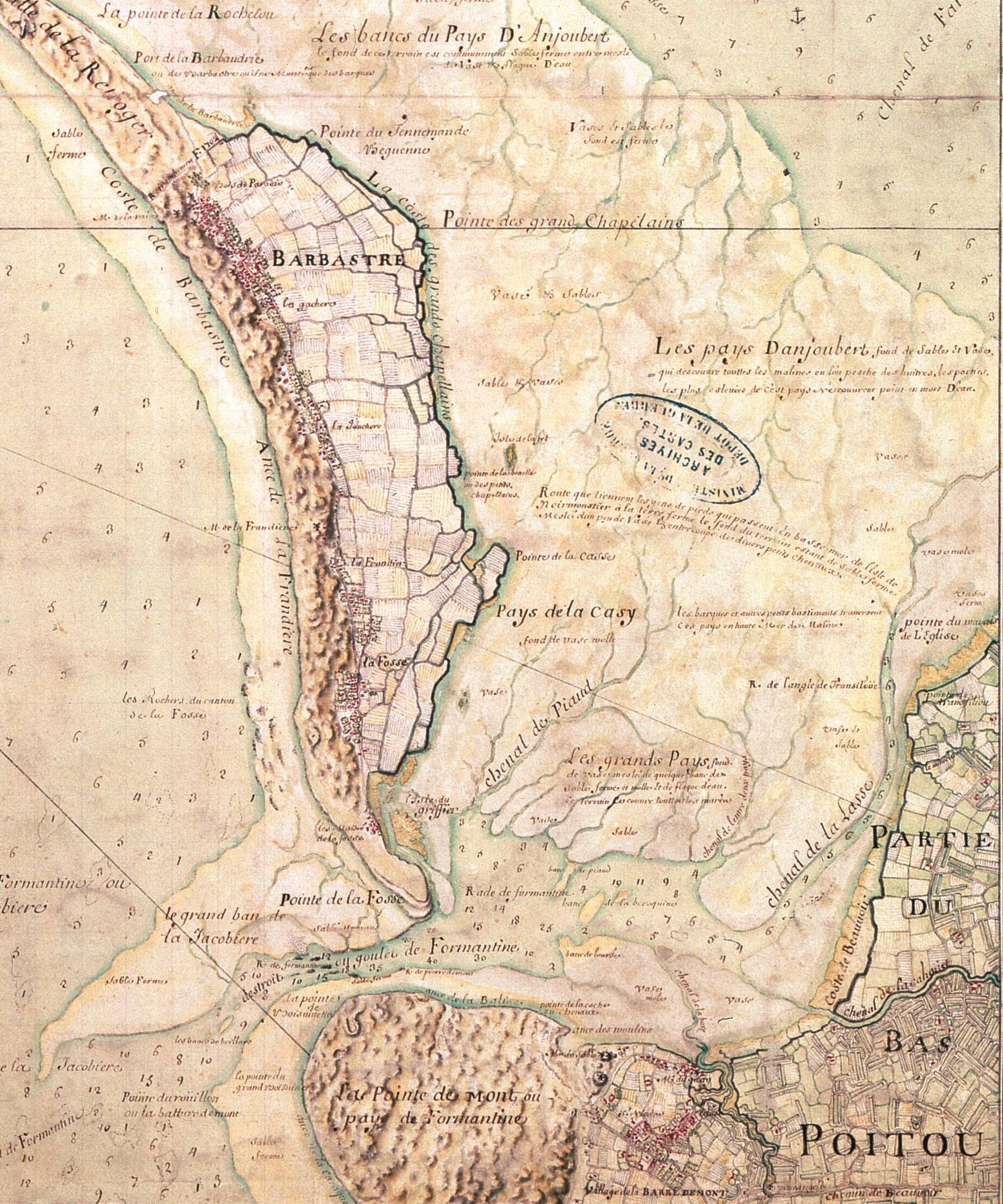
Первая карта, на которой указан Пассаж дю Гуа (1702). Место прохода указано надписью: «Пеший маршрут, по которому люди переходят во время низкой воды с острова Нуармутье на материк, дно — песок, смешанный с небольшим количеством ила и перемежающийся небольшими углублениями».
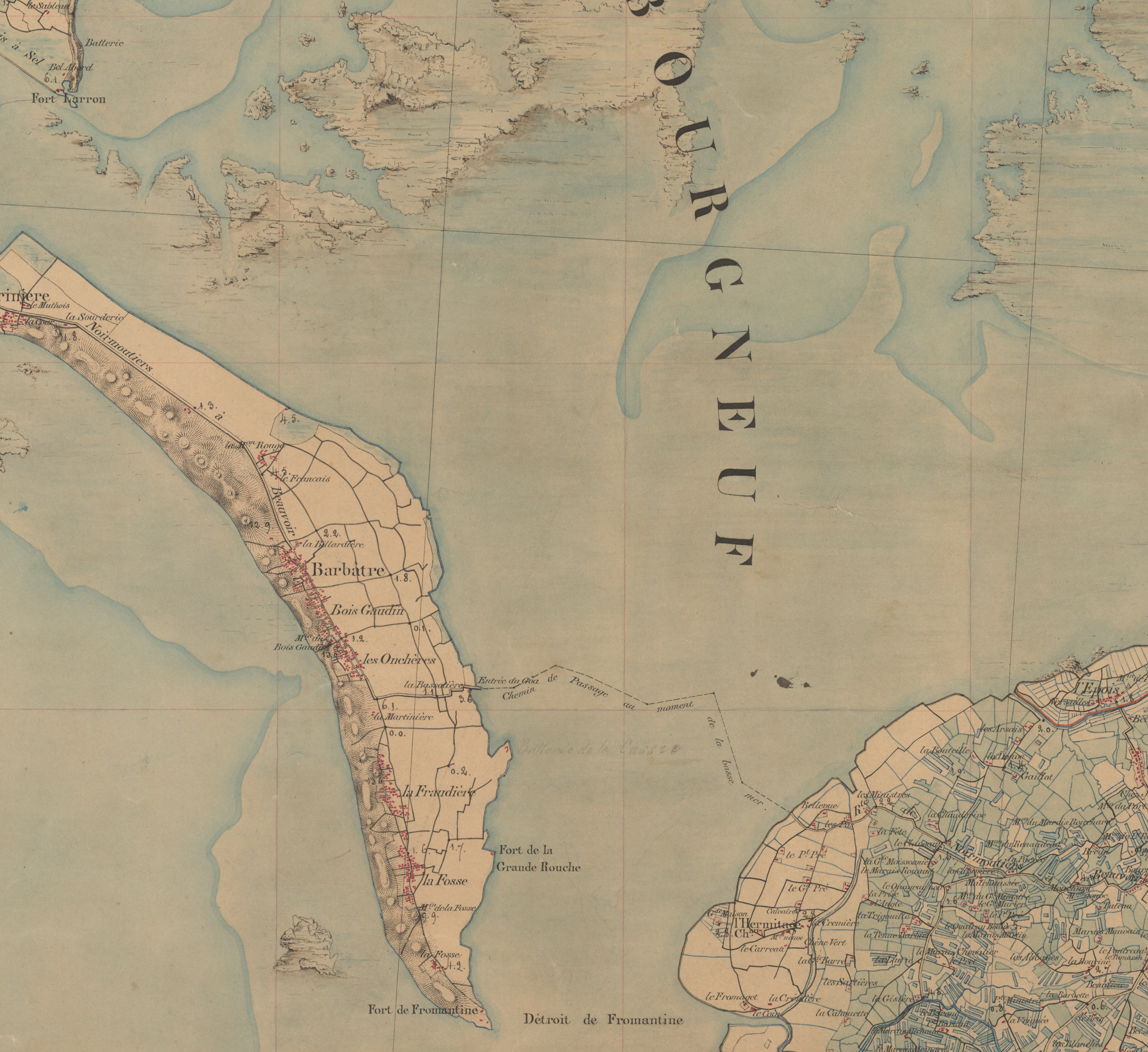
Точный маршрут Пассажа дю Гуа на карте 1866 года. Рядом с ним надпись: «Проход во время низкой воды».